# Guqin

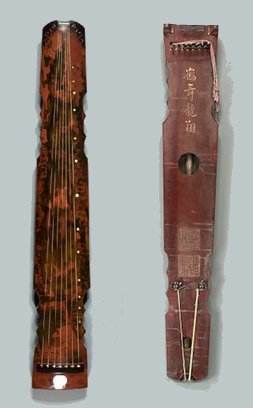
Guqin, Vorder- und Rückseite

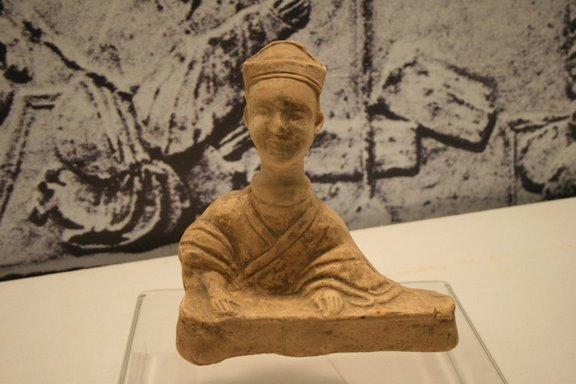
Guqin-Spieler, Östliche Han-Zeit, Felsgräber von Jiangkou (Kreis Pengshan, Sichuan)

Guqin (chinesisch 古琴, Pinyin gǔqín, W.-G. ku-ch'in – „altes Saiteninstrument“, guqinⓘ), in der älteren Literatur kurz qin (chin. 琴 Pinyin qín), ist eine Griffbrettzither, die in der klassischen chinesischen Musik gespielt wird. In Japan ist die guqin als kin bekannt. Die guqin unterscheidet sich von anderen asiatischen Zithern durch das Fehlen der unter die Saiten geschobenen Stege wie bei der chinesischen guzheng oder der vietnamesischen tranh. Bei ihr wird der Ton wie bei einem Lauteninstrument mit den Fingern abgegriffen, wobei die Bünde durch Griffmarken ersetzt sind.
Die guqin und ihre Musik wurden 2008 in die UNESCO-Liste des immateriellen Kulturerbes der Menschheit aufgenommen.

## Herkunft
Die siebensaitige guqin hat eine Geschichte von mehr als 3000 Jahren. Für kein anderes Instrument wurde so früh die Musik aufgeschrieben und überliefert, über kein anderes Instrument wurde so viel geschrieben. Bereits in der frühesten chinesischen Gedichtsammlung, dem Shijing (Buch der Lieder) (10. bis 7. Jh. v. Chr.), wird ein Instrument qin mehrfach erwähnt. Einige der überlieferten Melodien werden traditionell mit bekannten Personen des Altertums wie Konfuzius, dem daoistischen Philosophen Zhuangzi oder dem Dichter Qu Yuan in Verbindung gebracht. Konfuzius selbst soll meisterhaft guqin gespielt haben, so eine seit der östlichen Han-Dynastie verbreitete Vorstellung. Historisch lässt sich dies allerdings nicht belegen.
Als das bedeutendste frühe Werk der Guqin-Literatur gilt der Essay Qincao (琴操 „Lieder für qin“) von Cai Yong (蔡邕, 132–192). Die ältesten erhaltenen Instrumente stammen aus der Tang-Dynastie; viele davon sind noch spielbar.

## Spielweise
Auch wenn die guqin gelegentlich in Ensembles genutzt wird, gilt sie im Wesentlichen als Soloinstrument. Sie ist das klassische Musikinstrument der Gelehrten, der Maler und Dichter, der Philosophen und Herrscher. Die Zartheit ihres Tones vermag sich nur schwer durchzusetzen, geschweige denn, eine unruhige Menge zum Zuhören zu bringen. Daher zielt die guqin weniger auf äußerliche Wirkungen, sondern ist eher für die private Meditation und Konzentration gedacht. Darin entspricht sie der einsaitigen japanischen Brettzither ichigenkin.
Bei der Versteigerung einer 900 Jahre alten guqin im Jahre 2010 wurde in China ein Preis von 15,4 Mio. Euro erzielt.

## Audio-Aufnahmen
- Manfred Dahmer: Lange Klarheit – Chinas Griffbrettzither Qin (ML-Verlag)
- Cheng Gongliang: Sounds Of Autumn (Doppel-CD, emma-m)